# Номенклатура стероидов
Номенклатура стероидов — набор правил присвоения систематических названий соединениям класса стероидов. Названия стероидов образуются от названий нескольких родоначальных стероидных структур (гонан, эстран и др.) путём добавления общих для систематической номенклатуры приставок и суффиксов, обозначающих ненасыщенность, а также те или иные функциональные группы и заместители, присутствующие в называемой молекуле. Кроме того, для ряда стероидов, обладающих биологической активностью, разрешены тривиальные названия.
Номенклатура стероидов регулируется рекомендациями объединённой комиссии по биохимической номенклатуре ИЮПАК и входит в свод правил ИЮПАК по биохимической номенклатуре под названием Белая книга. 

## Нумерация атомов и обозначения циклов
К стероидам относятся соединения с углеводородным скелетом циклопента[a]фенантрена (циклопентанопергидрофенантрена), а также их производные, образующиеся либо при разрыве одной и более связей, либо расширении или сужении циклов. Стероиды обычно содержат метильную группу в положениях C-10, C-13, а также алкильную группу в положении C-17. Циклы стероидов обозначаются латинскими буквами A, B, C и D слева направо в стандартной форме записи. Нумерация начинается с цикла A, обходит три остальных цикла, метильные группы в 13-м и 10-м положениях получают номера 18 и 19 соответственно, затем продолжается нумерация боковой цепи у атома C-17. Данные номера (локанты) используют в номенклатуре для обозначения кратных связей и заместителей, присоединённых к углеродному скелету стероида.
Номера 28, 29 и 30 присваиваются дополнительным метильным группам в положениях C-4 и C-14 (например, в ланостероле). Если один или более углеродных атомов, изображённых на рисунке, в структуре соединения отсутствует, то нумерация не нарушается.

## Родоначальные стероиды
Большинство названий стероидов образуется от названий родоначальных структур, приведённых в таблице. Названия этих структур, будучи употреблёнными для построения более сложного названия, служат для обозначения не только строения углеродного скелета соединения, но и конфигурации стереоцентров.
| Структура гонана                                           | Структура эстрана                                          | Структура андростана                                                                      | Структура прегнана                                  |
| Гонан                                                      | Эстран                                                     | Андростан                                                                                 | Прегнан                                             |
| от др.-греч. γονεύω — порождаю                             | от др.-греч. οἶστρος — бешенство, пыл                      | от др.-греч. ἀνήρ — мужчина                                                               | от англ. pregnant — беременный                      |
| Структура холана                                           | Структура холестана                                        | Структура эргостана                                                                       | Структура кампестана                                |
| Холан                                                      | Холестан                                                   | Эргостан                                                                                  | Кампестан                                           |
| от др.-греч. χολή — желчь                                  | от др.-греч. χολή — желчь, др.-греч. στερεός — твёрдый     | от фр. ergot — спорынья                                                                   | от названия Brassica campestris L.                  |
| Структура пориферастана                                    | Структура стигамастана                                     | Структура горгостана                                                                      | Структура ланостана                                 |
| Пориферастан                                               | Стигмастан                                                 | Горгостан                                                                                 | Ланостан                                            |
| от названия вида Porifera и др.-греч. στερεός — твёрдый    | от названия рода Physostigma и др.-греч. στερεός — твёрдый | от названия подкласса Gorgonacea или лат. gorgonia — коралл и др.-греч. στερεός — твёрдый | от лат. lana — шерсть и др.-греч. στερεός — твёрдый |
| Структура протостана                                       | Структура карданолида                                      | Структура буфанолида                                                                      | Структура спиростана                                |
| Протостан                                                  | Карданолид                                                 | Буфанолид                                                                                 | Спиростан                                           |
| от др.-греч. πρῶτος — первый и др.-греч. στερεός — твёрдый | сокр. от англ. cardiac — сердечный и бутенолид             | от лат. bufo — жаба                                                                       | от др.-греч. σπεῖρα — кольцо, виток                 |
| Структура фуростана                                        |                                                            |                                                                                           |                                                     |
| Фуростан                                                   |                                                            |                                                                                           |                                                     |
| от фуран и др.-греч. στερεός — твёрдый                     |                                                            |                                                                                           |                                                     |

## Замещённые стероиды

### Общие принципы
Большинство биологически важных стероидов являются производными от родоначальных стероидов и отличаются от них наличием тех или иных заместителей. Номенклатура таких производных подчиняется общим правилами систематической номенклатуры органических соединений. Так, функциональные группы, присутствующие в стероиде, могут обозначаться суффиксами или приставками (некоторые, например, галогены, алкильные группы и др., обозначаются только приставками). Если в стероиде присутствуют различные заместители, то суффиксом обозначается только старший заместитель, согласно исторически сложившимся правилам старшинства.
Ниже приведена интерпретация общих правил, применительно к конкретным классам производных стероидов.
Карбоновые кислоты и сложные эфиры. Названия карбоновых кислот, производных от стероидов, образуются при помощи суффикса -овая кислота, который вместе с необходимым локантом добавляется к названию стероида с тем же числом атомов углерода (при замене –CH3 на –CO2Н). Если соединение находится в анионной форме, в форме соли или сложного эфира, то используется суффикс -оат, например, 11-оксо-5α-холан-24-овая кислота или 11-оксо-5α-холан-24-оат. Если карбоновая кислота образована замещением атома водорода в родоначальной структуре на карбокси-группу, то есть введение карбоксильной группы добавляет в соединение дополнительный атом углерода, то для описанных выше случаев используют суффиксы -карбоновая кислота и -карбоксилат, соответственно.
Если стероид входит в спиртовую часть сложного эфира, то к его названию добавляется суффикс -ил (с указанием положения и конфигурации стереоцентра), а также анионная часть названия, например, 3-оксоандрост-4-ен-17β-илацетат (иногда эти две части названия пишут раздельно, по правилам англоязычной номенклатуры). Данная функциональная группа может быть обозначена и в виде приставки, если суффиксом уже обозначена более старшая группа, например, лактон. В этом случае приставка имеет вид ацилокси-.
Лактоны. Производные от стероидов лактоны (кроме карданолидов и буфанолидов) образуют свои названия путём изменения суффикса -овая кислота или -карбоновая кислота на -лактон или -карболактон. К суффиксу добавляются локанты, указывающие положение карбоксильной группы, а затем гидроксильной группы, образующих лактон, например, 3β-гидрокси-5α-холано-24,17-лактон. В карданолидах и буфанолидах суффикс -олид обозначает принадлежность к классу лактонов, поэтому остальные заместители обозначаются в виде приставок.
Альдегиды и кетоны. Названия альдегидов образуются при помощи суффиксов -аль (изменение –CH3 на –CHO) или -альдегид (изменение –COOH на –CHO), которые добавляются к названию родоначальной структуры. Кетоны обозначаются суффиксом -он (кето-группа – главная функциональная группа) или приставкой оксо- (есть группа главнее С=O). Как и в случае карбоновых кислот, если альдегидная группа увеличивает число атомов углерода на один, по сравнению с родоначальной структурой, то используется суффикс -карбальдегид или приставка формил-.
Спирты. Гидроксильные группы в стероидных спиртах обозначаются суффиксом -ол или приставкой гидрокси-, если место суффикса занято более старшей группой. К приставке или суффиксу добавляется соответствующий локант.
Амины и простые эфиры. Амины обозначаются суффиксом -амин либо приставкой амино-. Сложные эфиры называют при помощи приставок типа алкокси- или O-алкил, если этерифицированная гидроксильная группа уже входит в название родоначального стероида. Ацетали и кетали оксостероидов называют как диалкоксистероиды.

### Стероиды с алкильными заместителями при атоме C-17
Если стероид имеет в положении C-17 два алкильных заместителя, а один из них входит в структуру какого-либо родоначального стероида, необходимо называть данный стероид как алкильное производное родоначального стероида (например, 17-метил-5α-холан). В тех случаях, когда оба заместителя входят в структуру родоначальных стероидов, для формирования корня выбирается более длинный заместитель и в основу названия кладётся соответствующий родоначальный стероид. Если же ни один из заместителей не входит в структуру родоначальных стероидов, то соединение называется как 17,17-дизамещённый андростан. Атомы боковых цепей в этом случае нумеруются локантами 171, 172, 173 и т. д. для более длинного заместителя и 171', 172', 173' и т. д. — для более короткого. Локанты с верхними индексами предназначены для идентификации атомов, например, при описании спектров, а не для указания положения заместителей в более сложных названиях.

## Обозначение ненасыщенности
Наличие кратных связей в молекуле стероида обозначают изменением суффикса -ан на -ен (двойная связь), -адиен (две двойные связи), -ин (тройная связь) и т. д. Перед суффиксом указывается наименьший номер атома углерода, при котором находится кратная связь (например, 5α-холест-6-ен). Если кратная связь соединяет два атома углерода, имеющих несоседние номера, то положение кратной связи указывается про помощи соединённого локанта (например, название эстра-1,3,5(10)-триен означает, что одна из двойных связей находится между атомами C-5 и C-10). Конфигурация двойных связей в боковой цепи обозначается по E,Z-номенклатуре.

## Обозначение конфигурации

### Заместители в скелете стероида
Пространственное расположение заместителей у хиральных атомов углерода обозначается при помощи греческих букв. Если боковой заместитель (атом водорода или другой) при стандартном изображении структурной формулы стероида направлен за плоскость изображения, то конфигурация соответствующего атома углерода обозначается буквой α. В противоположном случае, когда заместитель направлен перед плоскостью изображения, используется буква β. Неизвестная конфигурация атомов стероидного скелета обозначается буквой ξ. Наряду с данными специфическими обозначениями может использоваться стандартная стереохимическая R,S-номенклатура.
Употребление названия родоначального стероида подразумевает, что называемый стероид имеет такую же конфигурацию при атомах C-8, C-9, C-10, C-13 и C-14, что и родоначальный стероид, иначе конфигурацию необходимо указать явно. Если не указано иное, подразумевается, что атом C-17 имеет конфигурацию β. Конфигурация атома C-5 всегда указывается в явном виде при помощи символов α, β или ξ после локанта 5, размещаемых непосредственно перед корнем названия.

### Заместители в боковой цепи
Стереохимическая конфигурация заместителей в боковой цепи стероида в положении C-17 обозначается при помощи R,S-номенклатуры, кроме тех случаев, когда конфигурация подразумевается самим названием. Наряду с универсальной номенклатурой применяется также система α,β-обозначений, не рекомендуемая ИЮПАК для применения к атомам боковой цепи. Эта система основана на изображении боковой цепи в виде проекции Фишера, где верхнее положение занимает атом углерода с наибольшим номером, согласно нумерации стероидов, а боковые заместители направлены на наблюдателя. Если заместитель расположен справа, то он обозначается буквой α; если слева, то β. Хотя R,S-обозначения обладают большей универсальностью, они зависимы от посторонних заместителей в молекуле. Напротив, α,β-обозначения опираются только на нумерацию атомов стероида и не зависят от других заместителей в молекуле, поэтому данный тип номенклатуры также сохраняет своё значение.

### Другие обозначения
Синтетические стероиды, в которых конфигурации всех стереоцентров изменены на противоположные (по сравнению с природными стероидами в стандартной конфигурации), обозначаются приставкой ent- (сокр. от enantio-), располагаемой перед полным названием соединения. Рацемические стероиды обозначают приставкой rac- (сокр. от racemo-).

## Усложнённые структуры

### Изменение длины боковых цепей
Удлинение углеродного скелета стероида на одну или несколько метиленовых групп -CH2- обозначается приставками гомо-, дигомо- и т. д. с указанием номера атома, рядом с которым вставляется метиленовая группа, и буквы a (b, c и т. д., если необходимо), например, (25R)-27a-гомо-5α-холестан, 24a,24b,24c-тригомохолест-5-ен-3β,7α-диол. Если метиленовая группа вставляется между атомами, имеющими непоследовательные номера, или в случае неоднозначности в названии записываются оба номера этих атомов углерода, а больший при этом берётся в скобки: 17(20)а-гомо-5α-холестан-3-он.
Удаление одного атома из структуры стероида обозначается приставкой нор- (динор- и т. д.), перед которой располагается номер атома, который удаляется, например, 24-нор-5β-холан. Нумерация полученного стероида остаётся стандартной. Существуют неоднозначные названия, например, гонан представляет собой 18,19-динорандростан, однако его название сохранено в номенклатуре ИЮПАК. То же касается эстрана (19-норандростана).
Названия некоторых стероидов можно образовать несколькими способами, основанными как на удлинении структуры некоего стероида, так и на укорочении структуры другого. Возможен также вариант добавления к названию родоначальной структуры приставок алкил- (метил-, этил- и др.). ИЮПАК рекомендует пользоваться в этом случае следующими соображениями:
- название должно получаться из родоначального минимальным числом изменений, каковыми считаются и «отсоединяемые» приставки (например, алкил-), и неразрывные приставки (гомо- или нор-) (приставки типа динор-, дигомо- считаются как две модификации);
- «неотсоединяемые» приставки более предпочтительны, чем неразрывные приставки.

Согласно этим правилам, вещество должно называться, например, 18-нор-5α-андростан, а не 10-метил-5α-гонан, то есть с использованием неразрывной приставки нор- и по правилам укорочения.

### Изменение размера циклов
Удаление отдельных метиленовых групп в циклах стероида обозначается при помощи приставки нор- с указанием номера удаляемого атома (например, 4-нор-5α-андростан). Удаление концевого цикла стероида указывается приставкой дез- и буквенным обозначением удалённого кольца (например, дез-А-андростан).
Вставляемые в циклы стероида метиленовые группы обозначаются приставкой гомо-. Если группа вставляется не между узловыми атомами цикла или не между атомами C-13 и C-17, то она обозначается наибольшим локантом данного цикла с добавлением буквы а. В противном случае необходимо использовать составной локант, содержащий номера соседних углеродных атомов (например, 8(14)а-гомо-5α-андростан).
Приставки нор- и гомо- могут быть использованы в названии одновременно, если один из циклов стероида уменьшен, а другой увеличен. Если изменения произошли в большем числе циклов, рекомендуется использовать систематическую номенклатуру для циклических соединений. Иногда комбинацию этих приставок можно заменить приставкой абео-. Это возможно, если увеличение одного цикла и уменьшение второго произошло за счёт смещения связи, которая является общей для этих циклов. В этом случае к названию «исходного» стероида, из которого можно получить целевую структуру, добавляется запись x(y→z)абео-, где x — номер неподвижного конца мигрирующей связи, а y и z — номера атомов между которыми мигрирует другой конец связи, например, 10(5→6)абео-. Абео-номенклатура удобна, когда речь идёт о механизме реакций или биогенезе, однако она не является обязательной.

### Разрыв связи цикла
Разрыв связи цикла с добавлением к терминальным атомам углерода одного атома водорода обозначается приставкой секо-. Перед приставкой указываются локанты атомов, между которыми связь была разорвана. Нумерация атомов стероида при этом сохраняется. Если разрыв проводится для двух и более циклов, более предпочтительной может быть общая систематическая номенклатура органических соединений.

### Дополнительные циклы
Если в структуре стероида появляются дополнительные циклы, желательно сохранять основное название стероида, поскольку оно несёт в себе дополнительную информацию о стереохимии соединения. Однако такие названия могут быть достаточно громоздкими, поэтому ИЮПАК в таком случае рекомендует пользоваться обычной номенклатурой для органических соединений, оставляя окончательный выбор на усмотрение авторов.

#### Мостиковые стероиды
Стероидам, в которых несоседние атомы углерода соединены каким-либо мостиком, дают соответствующее название, указывая положение мостика локантами, а стереохимию — обозначениями α и β. Если мостик является составным, то локанты перечисляют в таком порядке, в котором указаны компоненты мостика. Атомы линейного мостика можно обозначать дополнительными локантами, однако не рекомендуется использовать нумерацию основного скелета стероида: вместо этого применяют локанты с верхними индексами, в которых основной номер берётся от места разветвления с наибольшим локантом (171, 172, …). Если мостик имеет сложную структуру, то он нумеруется отдельно при помощи штрихованных локантов.

#### Конденсированные циклы
Стероиды с конденсированными циклами можно называть по номенклатуре для конденсированных гетероциклов, учитывая, что основным компонентом названия всегда является стероид, а название присоединяемого цикла оформляется в виде приставки.

#### Спироциклы
Стероиды со спироциклами называют так же, как и стероиды с мостиковыми включениями, однако наряду с этим методом применяется также и стандартная номенклатура для спироциклических соединений.

## Тривиальные названия стероидов
Для некоторых стероидов, в основном, обладающих биологической активностью, существуют разрешённые ИЮПАК тривиальные названия, которые могут применяться наряду с систематическими названиями.
| Тривиальное название | Систематическое название                                              |
| -------------------- | --------------------------------------------------------------------- |
| альдостерон          | 18ξ-гидрокси-11β,18-эпоксипрегн-4-ен-3,20-дион                        |
| андростерон          | 3α-гидрокси-5α-андростан-17-он                                        |
| брассинолид          | (22R,23S)-2α,3α,22,23-тетрагидрокси-6,7-секо-5α-кампестано-6,7-лактон |
| дезоксикортикостерон | 21-гидроксипрегн-4-ен-3,20-дион                                       |
| кортизол             | 11β,17,21-тригидроксипрегн-4-ен-3,20-дион                             |
| кортизон             | 17,21-дигидроксипрегн-4-ен-3,11,20-трион                              |
| кортикостерон        | 11β,21-дигидроксипрегн-4-ен-3,20-дион                                 |
| ланостерин           | ланоста-8,24-диен-3β-ол                                               |
| литохолевая кислота  | 3α-гидрокси-5β-холан-24-овая кислота                                  |
| прогестерон          | прегн-4-ен-3,20-дион                                                  |
| псевдотигогенин      | (25R)-5α-фурост-20(22)-ен-3β,26-диол                                  |
| сарсасапогенин       | (25S)-5β-спиростан-3β-ол                                              |
| смилагенин           | (25R)-5β-спиростан-3β-ол                                              |
| тестостерон          | 17β-гидроксиандрост-4-ен-3-он                                         |
| тигогенин            | (25R)-5α-спиростан-3β-ол                                              |
| холевая кислота      | 3α,7α,12α-тригидрокси-5β-холан-24-овая кислота                        |
| холестерин           | холест-5-ен-3β-ол                                                     |
| экдизон              | (22R)-2β,3β,14α,22,25-пентагидрокси-5β-холест-7-ен-6-он               |
| эргостерин           | (22E)-эргоста-5,7,22-триен-3β-ол                                      |
| эстрадиол            | эстра-1,3,5(10)-триен-3,17α-диол                                      |
| эстриол              | эстра-1,3,5(10)-триен-3,16α,17β-триол                                 |
| эстрон               | 3-гидроксиэстра-1,3,5(10)-триен-17-он                                 |

## Названия витаминов группы D
Многие представители секо-стероидов являются витаминами группы D и их производными. Их можно называть по номенклатуре секо-стероидов, однако такие названия являются громоздкими. По этой причине и для удобства биохимиков для данных соединений был предложен набор тривиальных названий.
| Рекомендуемое тривиальное название              | Устаревшее тривиальное название      | Систематическое название                                              |
| ----------------------------------------------- | ------------------------------------ | --------------------------------------------------------------------- |
| кальциол или холекальциферол                    | холекальциферол                      | (5Z,7E,3S)-9,10-секохолеста-5,7,10(19)-триен-3-ол                     |
| кальцидиол                                      | 25-гидроксихолекальциферол           | (5Z,7E,3S)-9,10-секохолеста-5,7,10(19)-триен-3,25-диол                |
| кальцитриол                                     | 1α,25-дигидроксихолекальциферол      | (5Z,7E,1S,3R)-9,10-секохолеста-5,7,10(19)-триен-1,3,25-триол          |
| эркальциол или эргокальциферол                  | эргокальциферол                      | (5Z,7E,22E,3R)-9,10-секоэргоста-5,7,10(19),22-тетраен-3-ол            |
| эркальцитриол                                   | 1α,25-дигидроксиэркальциферол        | (5Z,7E,22E,1S,3R)-9,10-секоэргоста-5,7,10(19),22-тетраен-1,3,25-триол |
| (24S)-метилкальциол или 22,23-дигидроэркальциол | 22,23-дигидроэркальциол              | (5Z,7E,3S)-9,10-секоэргоста-5,7,10(19)-триен-3-ол                     |
| кальцитетрол                                    | 1α,24R,25-тригидроксихолекальциферол | (5Z,7E,1S,3R,24R)-9,10-секохолеста-5,7,10(19)-триен-1,3,24,25-тетраол |
| (6Z)-такальциол                                 | провитамин D3                        | (6Z,3R)-9,10-секохолеста-5(10),6,8-триен-3-ол                         |
| такальциол                                      | тахистерин3                          | (6E,3R)-9,10-секохолеста-5(10),6,8-триен-3-ол                         |
| (5E)-изокальциол                                | изовитамин D3                        | (5Z,7E,3S)-9,10-секохолеста-1(10),5,7-триен-3-ол                      |

Приставка та- в данных названиях обозначает, что произошла смена системы сопряжения с (5Z,7E)-5,7,10(19) на (6Z)-5(10),6,8. Приставка изо- означает смену положения триеновой системы на 1(10),5,7 с конфигурацией 7E. Приставкой эр- обозначается боковая цепь эргокальциферола с конфигурациями 22E и 24R.